# Polaroid (Carl Brave x Franco126)
| Recensione    | Giudizio |
| ------------- | -------- |
| Rockol        |          |
| Rolling Stone |          |

Polaroid è il primo album in studio del gruppo musicale italiano Carl Brave x Franco126, pubblicato il 5 maggio 2017.

## Pubblicazione
La prima edizione del disco, pubblicata da Bomba Dischi, ha una tiratura limitata di 500 copie. Il 16 giugno 2017 viene pubblicata dalla Universal una nuova versione del disco con una copertina diversa.
Dopo la pubblicazione del disco, il duo romano ha diffuso gli inediti Medusa, Cheregazzina, Avocado e Argentario, questi raccolti nella riedizione del disco, pubblicata il 16 febbraio 2018 e denominata Polaroid 2.0.

## Tracce
Testi e musiche di Carlo Luigi Coraggio e Federico Bertollini.
1. Solo guai – 2:47
2. Sempre in due – 3:10
3. Polaroid – 3:04
4. Lucky Strike – 3:16
5. Enjoy – 3:17
6. Tararì tararà – 3:28
7. Per favore – 2:47
8. Noccioline – 3:08
9. Alla tua – 3:04
10. Pellaria – 3:03

Tracce bonus in Polaroid 2.0
1. Medusa – 3:21
2. Cheregazzina – 3:37
3. Avocado – 3:24
4. Argentario – 3:52

## Formazione
- Carl Brave – voce, produttore
- Franco126 – voce

## Classifiche

### Classifiche settimanali
| Classifica (2018) | Posizione massima |
| ----------------- | ----------------- |
| Italia            | 6                 |

### Classifiche di fine anno
| Classifica (2019) | Posizione |
| ----------------- | --------- |
| Italia            | 55        |
| Classifica (2020) | Posizione |
| Italia            | 98        |